# Harald IV Gille
Harald IV Gille (norw. Harald IV Magnusson Gille) (ur. ok. 1094, zm. 4 grudnia 1136, Bergen) — król Norwegii z dynastii Yngling panujący w latach 1130–1136.
Urodzony ok. 1094 r. w Irlandii, najmłodszy syn króla Norwegii Magnusa III Bosego (panował 1095–1103, zg. 1103) i nieznanej z imienia Irlandki (prawowitą żoną Magnusa III była Margareta Fredkulla, księżniczka szwedzka, zm. po 1131, córka króla Szwecji Inge I Starszego z rodu Stenkila, zmarłego po 1112,  jednak wszystkie dzieci Magnusa III pochodziły ze związków pozamałżeńskich). Jego przydomek „Gille” wywodzi się prawdopodobnie od gaelickiego zwrotu „Gilla Christ”, co oznaczało „sługę Chrystusa”. Harald IV miał przyrodnich braci: Eysteina I, Sigurda I Jorsalfara (zwanego również Krzyżowcem) i Olafa IV Magnussona.
Dzieciństwo i młodość spędził prawdopodobnie w Irlandii. Około 1127/1128 r. przybył na dwór króla Sigurda I Jorsalfara, który uznał go za swego brata i uznał za spadkobiercę wspólnie ze swym synem Magnusem IV (później zwanym Ślepym), pod warunkiem że Harald złoży przysięgę lojalności wobec Magnusa IV. Harald złożył taką przysięgę. Po śmierci Sigurda I w 1130 r. Harald IV wraz z Magnusem IV zostali obwołani królami Norwegii, ale mimo wcześniejszej przysięgi Harald IV rozpoczął walkę o tron ze swym bratankiem. Początkowo Harald IV został wygnany (1134), ale rok później powrócił i pokonał Magnusa IV, którego kazał oślepić i wykastrować, a następnie uwięził go w klasztorze. W 1136 r. miała miejsce wielka wyprawa morska Słowian, którzy splądrowali wybrzeża Norwegii, w tym samym czasie pojawił się pretendent do tronu Sigurd III Zły Diakon, podający się za syna Magnusa III Bosego i zażądał współwładzy. Harald IV zgodził się na żądania Sigurda III, który wnet, w Bergen w dniu 4 grudnia 1136 zamordował Haralda IV.
Żoną Haralda IV była Ingrida ks. szwedzka (zm. po 1161), córka Rangvalda, syna króla Szwecji Inge I Starszego, z którą miał urodzonego w 1135 r. syna Inge I, zwanego Garbatym, późniejszego króla Norwegii. Pozostali dwaj synowie Sigurd II Gęba i Eystein II pochodzili ze związków pozamałżeńskich.
Po wstąpieniu na tron Haralda IV w Norwegii rozpoczął się okres wieloletniej wojny domowej (lata 1130–1240) pomiędzy kolejnymi władcami norweskimi, który to okres w historii Norwegii znany jest pod nazwą borgerkrigstid.